# Технологія збагачення калійних руд
Технологія збагачення калійних руд

## Сировинна база
Родовища калійних руд бувають двох типів — безсульфатні і сульфатні. Перший тип містить мінерали калію, натрію і магнію тільки у вигляді хлоридів — сильвін, галіт, у вигляді сульфатних мінералів присутні тільки сульфати кальцію — ангідрит і гіпс. Другий тип представлений родовищами, в яких поряд з хлоридами містяться сульфати калію, натрію, магнію і кальцію: каїніт, лангбейніт, полігаліт. В процесі збагачення також утворюються такі мінерали як леоніт і шеніт.
Крім цих мінералів всі руди містять нерозчинні у воді тонкодисперсні домішки карбонатних і силікатних шламів. Вміст К2О в промислових покладах становить від 12 до 30 %. Безсульфатний тип родовищ поширений значно більше, ніж сульфатний.

## Основні методи збагачення

Рис. 1 — Технологічна схема збагачення калійної руди.

Одержання калійних солей можливе двома способами: флотаційним і галургійним. Виділення хлористого калію з руд галургійним методом полягає у вилуговуванні його, наприклад, з сильвініту гарячим зворотним лугом і видаленні у відвал галіту, що не розчинився. Одержаний гарячий міцний луг відстоюється для виділення сольового і глинистого шламів. З проясненого гарячого лугу кристалізацію виділяють хлористий калій. Кристали відділяють від маточного лугу, сушать, іноді гранулюють і видають як готову продукцію. Маточний луг після підігріву повертають в операцію вилуговування хлористого калію.
Галургійний метод має ряд серйозних переваг: дозволяє переробляти руди з високим вмістом нерозчинного залишку, комплексно використовувати ці руди, звести до мінімуму забруднення навколишнього середовища. Але з іншого боку, цей метод вимагає корозійностійкої апаратури, не дозволяє одержати крупний готовий продукт, який менше злежується.
Флотаційний метод позбавлений цих недоліків, але флотаційний концентрат біднішій за галургійного. Також галітові відходи містять незначні домішки реагентів-збирачів (жирних амінів), що утруднює їх переробку на кормову і, особливо, на харчову кухонну сіль. Доцільність застосування флотаційного або галургійного методу вирішується в кожному конкретному випадку з урахуванням якості руди, потреби в харчовій солі і наявності необхідного технологічного обладнання.
Технологічна схема флотаційного збагачення калійних руд (рис. 1) відрізняється деякими особливостями. Калійні руди відрізняються невеликою твердістю і значною крихкістю, тому для зменшення переподрібнення руди її дроблення і подрібнення виконується в обережному режимі. Для дроблення застосовуються щокові і молоткові дробарки, перша стадія дроблення виконується в шахті (в щоковій дробарці), тому на фабрику руда надходить крупністю не більше 200—250 мм. На збагачувальній фабриці руда дробиться в молоткових дробарках до 10-20 мм і направляється на одностадійне подрібнення в стрижневі млини, що працюють в замкненому циклі з дуговими ситами. Крупність подрібненої руди становить 0,8 мм. Тонкі шлами поглинають збирач катіонного типу і погіршують флотацію, тому обов'язковою операцією перед флотацією є знешламлення, яке може здійснюватись в гідроциклонах або на дугових ситах. Підготовлена за крупністю і знешламлена руда надходить на флотацію. Схема флотації включає основну і три перечисних операції. При флотації солей використовують такі реагенти: основний збирач — підігрітий до 60 — 65 °C 1%-ний розчин аміну С16 — С20 , аполярний збирач — мазут, спінювач — Т-80. Зфлотований хлористий калій після перечисних операцій направляється на фільтрування і сушку. Шлами також згущають і фільтрують для відділення маточного розчину і повернення його в процес.
Залежно від методу одержання випускають хлористий калій двох марок: К — одержують кристалізацією з розчинів; Ф — одержують флотаційним збагаченням калійних руд.
Хлористий калій марки Ф випускається трьох видів: дрібнозернистий, крупнозернистий і гранульований, який виробляють пресуванням дрібнозернистого з подальшим дробленням і класифікацією.

## Використання
Хлористий калій застосовується в і хімічній, скляній, текстильній, фармацевтичній і інших галузях промисловості, а також в сільському господарстві як добриво.